# Oryza rufipogon
Oryza rufipogon är en gräsart som beskrevs av William Griffiths. Oryza rufipogon ingår i släktet rissläktet, och familjen gräs. Inga underarter finns listade i Catalogue of Life.